# Bankim
Bankim es una comuna camerunesa perteneciente al departamento de Mayo-Banyo de la región de Adamawa.
En 2005 tenía 70 132 habitantes, de los que 11 372 vivían en la capital comunal homónima.
Se ubica en la esquina suroccidental de la región, sobre la carretera N6. Su territorio es fronterizo con Nigeria.

## Localidades
Comprende la ciudad de Bankim y las siguientes localidades:
- Ali Mal 1
- Atta
- Bandam
- Dieki
- Djah
- Djang
- Djouke
- Fale
- Figon
- Glochifeing
- Hainare-Atta
- Kimi Petel
- King-Kong
- Konabe
- Kongui-Douoh
- Kouroum
- Lingam
- Malang
- Mbiridjom
- Mbondjanga
- Mbougam Karifu
- Mgbadji
- Moikoing
- Moukoue
- Mvoubam
- Nassarao
- Ndem-Ndem
- Ndoumdjandji
- Ndoumdjom
- Ngatti
- Ngoulori
- Nkoumtchoum
- Nyakong I
- Nyakong II
- Nyamboya
- Sa'a
- Sarkibaka
- Somié
- Songkolong
- Tchamba
- Tchim
- Tong
- Yimbere